# Harold Bradley
Harold Willard Bradley Jr. (Chicago, 13 ottobre 1929 – Roma, 13 aprile 2021) è stato un pittore, attore e cantante statunitense, stabilitosi in Italia.
Era anche conosciuto come giocatore di football americano, conduttore televisivo e docente scolastico e universitario.

## Biografia

### Infanzia e adolescenza in America (1929 - 1954)

#### Prima infanzia
Harold Bradley nacque il 13 ottobre 1929 a Chicago. Suo padre, Harold "Hal" Willard Bradley Senior, un postino con origini afroamericane e native americane, fu uno dei primi giocatori neri nella NFL. Sua madre, Hattie Ruth Clay fu nutrizionista nelle scuole pubbliche.
Harold Bradley Jr trascorse infanzia e prima adolescenza a West Woodlawn, una zona di Chicago, insieme ai suoi genitori e a sua sorella, Pauline.
A cinque anni prese lezioni di pianoforte e venne influenzato dalla musica jazz ascoltata da suo padre, come per esempio Jimmy Lunceford, Duke Ellington, Count Basie e Charlie Parker.

#### I primi passi nell'arte e lo studio
Harold cominciò presto a interessarsi all'arte. Un amico di suo padre, E. Simms Campbell, caricaturista per diversi giornali, suscitò nel bambino l'interesse per il disegno. In seguito, Bradley impiegò ogni minuto libero alla pittura e presto anche i suoi professori e compagni di classe si accorsero del suo talento. Così venne mandato al Chicago Art Institute. Dopo essersi diplomato alla Englewood High School Bradley decise di studiare le belle arti nell'università dell'Iowa dove si laureò nel 1951.
Dal 1951 al 1953 fu sotto le armi per la marina americana, ottenendo in seguito una borsa di studio. Intanto aveva già aperto nel 1957 il suo primo studio d'arte: insegnò contemporaneamente a disegnare e dipingere al Karamu House nella comunità nera di Cleveland.

#### Football come professionista (1954 – 1958)
Nella sua adolescenza Bradley calcò le orme di suo padre Harold Sr., una volta giocatore professionista nella squadra di football americano dei Chicago Cardinals, cominciando a giocare nella posizione del tackle, prima nella squadra del liceo e dopo per la sua università, l'università dell'Iowa. Dopo l'università, Bradley fece parte della squadra della marina, i San Diego Bulldogs. L'opportunità di giocare in questa squadra fu una grande fortuna per Bradley, come disse lui stesso, perché altrimenti sarebbe stato mandato probabilmente al fronte per combattere nella Guerra di Corea.
Nel 1953 venne scoperto da un coach dei Cleveland Browns e invitato ad allenarsi insieme a loro. Un anno dopo entrò nella squadra dei Cleveland Browns come Guard. I Browns giocano nella NFL (National Football League) e con loro vinse due titoli nei campionati degli anni 1954 e 1955. Fino al 1958 rimase con i Browns, dopodiché disputò un'altra stagione con i Philadelphia Eagles.

### Il trasferimento in Italia (1959 - 1968)

#### Le belle arti
Nel 1956 Bradley decise di effettuare un viaggio in Europa, visitando vari paesi europei con lo scopo di imparare qualcosa in più sull'arte delle diverse culture. Grazie alla sua borsa di studio si iscrisse nel 1959 all'Università per stranieri di Perugia in Italia. Fu proprio qui che incontrò la sua futura moglie Hannelore, un'ebrea tedesca che stava imparando l'italiano nella sua stessa scuola di lingua.
Un anno dopo si trasferì a Roma e aprì uno studio d'arte insieme allo scultore canadese Bob Cowgill nella zona di Trastevere. Sia a Perugia che a Roma tenne alcune mostre per presentare le sue opere al pubblico.
Bradley lavorò con tempera, acquarelli, oli e si cimentò anche nel collage.

#### Inizi della carriera musicale e cinematografica in Italia
Accompagnando i suoi amici sul set della produzione del film La tragica notte di Assisi nel 1960, Bradley ottenne il suo primo ruolo come attore, interpretando un ruolo secondario.
Mosse i primi passi nell'ambito cinematografico interpretando ruoli di schiavi, come per esempio in Io Semiramide nel 1962 o in Maciste l'eroe più grande del mondo nel 1963. Più tardi recitò anche parti più importanti come uno dei gladiatori in Sette contro tutti e il personaggio di Harris in La capanna dello zio Tom nel 1965.
Poco dopo ebbe inizio il suo interesse per la musica afroamericana. Gli italiani, impressionati da questo nuovo tipo di musica, organizzavano serate di jazz con cantanti di colore nei più celebri club. Bradley, pur non avendo l'intenzione di cantare in pubblico nei primi anni in Italia, era ispirato dalle canzoni folcloristiche americane a fare musica lui stesso.
La prima canzone che Bradley cantò in pubblico fu Old Man River di Paul Robeson: in seguito egli trasformò il suo studio d'arte in un part-time-club dal nome Folkstudio, aprendolo la sera per tutti coloro che avevano voglia di cantare e di divertirsi. Di giorno Harold dipingeva, di notte cantava insieme al pubblico.
Il Folkstudio diventò un luogo d'interesse per giovani studenti, proprio perché vi si poteva cantare e ascoltare tutti i generi di musica diversi: canzoni folk, jazz, musica spirituale, celtica, brasiliana, blues. Bradley stesso condusse le serate e interpretò ballate, blues, jazz, gospel e canti della lotta per i diritti civili in America. Inoltre fondò il gruppo Folkstudio Singers.
Nel Folkstudio si esibirono in quel periodo cantanti come Bob Dylan, Giovanna Marini, Pete Seeger, Ravi Shankar ed Elisabetta Wu, un'attrice cinese residente a Roma. Più tardi sotto la gestione di Giancarlo Cesaroni entrarono in scena anche Francesco Guccini, Ernesto Bassignano, Antonello Venditti, Mimmo Locasciulli, Francesco de Gregori, Rino Gaetano, Gianni Togni, Luca Barbarossa e Sergio Caputo e Stefano Rosso.

### Il ritorno in America (1968 – 1987)
Nel 1968 decide di rientrare negli Stati Uniti a causa di un'offerta di lavoro vantaggiosa. Così cominciò a lavorare come curatore per il Consiglio d'arte dell'Illinois e si trattenne per altri 19 anni nel suo paese d'origine. Lavorò con insegnanti per migliorare la formazione artistica nelle scuole. Più avanti Bradley insegnò a dipingere e disegnare al CUES (Center For Upgrading Education Services) e organizzò diversi progetti d'arte.
Per una nuova Wall of Honor, inaugurata nel 1978 nell'università dell'Iowa, fu lui il disegnatore dei quattro ritratti degli onorati. Lavorò anche con alcuni detenuti, aiutandoli a sviluppare le loro capacità artistiche.
Durante la sua permanenza in America apparve in diversi show televisivi e fu conduttore di vari programmi di educazione sui canali CBS e NBC, mentre la direzione del suo locale a Roma passava a uno dei suoi co-fondatori, Giancarlo Cesaroni. Le apparizioni di Bradley in televisione furono spesso collegate a temi come l'arte, il ruolo delle persone di colore nella cultura, nella musica, nei film e la situazione delle donne di colore nel mondo. Fu molto impegnato a mediare tra le diverse razze e generazioni.

### Successi più recenti in Italia (1987 – oggi)
Nel Natale del 1986, Bradley e la sua famiglia andarono a trovare i parenti in Germania, dopodiché passarono alcuni giorni a Roma, dove si svolse una festa per il 25º anniversario del Folkstudio e decise di trattenersi in Italia.
Si esibì frequentemente con il suo amico collaboratore Toto Torquati e con il gruppo gospel Voices of Glory, insieme al quale cantò per cinque anni nella chiesa valdese di Piazza Cavour e registrò un CD. Come già negli anni sessanta, cantò spesso nel Folkstudio ed altri jazz club romani.
Dal 1987 al 1994 collaborò con la Jona's Blues Band, con la quale fece un tour di grande successo in Italia. Cantò anche con altri gruppi gospel come con i St. John’s Singer di Manziana, con Masa Opasha e Annette Meriweather e in manifestazioni destinate a tenere viva l'attenzione sui problemi causati dall'apartheid. Negli anni 2009 e 2010 apparve come special guest insieme alla Jona's Blues Band al Tropea Blues Festival e partecipò al loro CD Back to life (Sifare publishing). Questa fu una delle poche registrazioni di Bradley, proprio perché amava il coinvolgimento con il pubblico e perciò si esibiva soprattutto dal vivo. Pubblicò insieme al coro Matite colorate la canzone Kumbayah per raccogliere soldi per i bambini in Darfur e nel 2010 cantò insieme a Tony Formichella per il suo CD Not too long ago.

## Vita privata
Nell'aprile 1960 Harold Bradley si sposò con la sua fidanzata Hannelore Zacharias, un'ebrea tedesca che aveva conosciuto a Perugia studiando la lingua italiana.
La coppia ebbe tre figli, un maschio e due femmine.

## Influenze
Tra i numerosi personaggi che influenzarono in qualche modo Harold vanno citati Lionel Hampton, Pete Seeger, Tony Scott, Juliette Gréco, Gianni Morandi, Nanni Loy, Gordon Scott, Pina Cei, Mark Forest, Thomas Fritsch, John Kitzmiller, Alfredo Kraus, Eduardo Sola-Franco, Géza von Radványi, Anthony Quinn, Jack Palance, Elizabeth Taylor.

## Riconoscimenti
- Engelwood High School – Most Valuable Player and Team Captain, varsity football
- University of Iowa – Most Valuable Player, varsity football (1950)
- Pro Football Hall of Fame recognition as first African-American father-son combination in the NFL, alongside father, Harold W. Bradley, Sr. (1978)
- Ingersoll Art Award (1940)
- Medaglia in Bronzo con Incisa la Lupa Capitolina, dal Comune di Roma – in riconoscimento per la fondazione del Folkstudio e del contributo allo sviluppo ed internazionalizzazione della vita culturale e musicale italiana (luglio 2012)
- Lapide commemorativa posta sulla facciata del edificio Via Garibaldi 58, Roma, luogo natale del Folkstudio, dal Comune di Roma (luglio 2012)

## Filmografia

### Cinema
- La tragica notte di Assisi (1960)
- Barabba (1961)
- Io, Semiramide (1962)
- Maciste il gladiatore più forte del mondo (1962)
- Il gladiatore di Roma, regia di Mario Costa (1962)
- Cleopatra (1963)
- Maciste l'eroe più grande del mondo (1963)
- L'eroe di Babilonia (1963)
- Gli Argonauti (1963)
- Tarzak contro gli uomini leopardo (1964)
- 00-2 agenti segretissimi (1964)
- Maciste nell'inferno di Gengis Khan (1964)
- La caduta dell'Impero romano (1964)
- La capanna dello zio Tom, regia di Géza von Radványi (1965)
- Sette contro tutti, regia di Michele Lupo (1965)
- Missione apocalisse (1966)
- Per amore... per magia... (1967)
- Troppo per vivere... poco per morire (1967)
- I giorni della violenza (1967)
- Sing Sing chiama Wall Street (1987)
- Pacco, doppio pacco e contropaccotto, regia di Nanni Loy (1993)
- Daylight - Trappola nel tunnel (Daylight), regia di Rob Cohen (1996)
- Memsaab (1996)
- Gangs of New York, regia di Martin Scorsese (2002)
- In ascolto (2006)
- The Same Love - L'amore è uguale per tutti (2010)
- Habemus Papam, regia di Nanni Moretti (2011)
- Miss Wolf and the Lamb - cortometraggio (2011)

### Televisione
- La donna di fiori - puntate 1, 4, 5 e 6 (1965)
- La fiera della vanità - puntata #1.1 (1967)
- The Chisholms - puntate 1, 2, 3 e 4 (1979)
- Solo x te - film tv (1998)
- Valeria medico legale' - 2ª stagione, 1ª puntata Bentornata Valeria (2002)
- Questa sera parla Mark Twain
- Il grande coltello

## Teatro
- Tango (1966-67)
- L'avvenimento (1966-67)
- Shakespeare in Harlem, di Langston Hughes
- Mister Jazz, di L. Hughes
- The Dutchman, di LeRoi Jones, regia di Stephen Zacharias
- La Putain Respectuese, di Jean-Paul Sartre
- Arriva l'uomo del ghiaccio, regia di Luigi Squarzina
- Il volpone di Ben Johnson
- Purlie. Musical, regia di G. Romans
- A spasso con Daisy
- Se non ci fosse la Luna - Musical
- La città di Dio, regia di M. Prosperi

## Discografia
- Mbatha-Opasha's Voices of Glory (1993) Come On And Praise. Featuring Mbatha-Opasha, Harold Bradley, Annette Meriwether and Jho Jhenkins. (Editore S.P.A.V.)
- Mbatha-Opasha's Voices of Glory (1996) Thank you Lord. Featuring Mbatha-Opasha, Harold Bradley, Annette Meriwether and Jho Jhenkins. (Paoline Edizioni). EAN 8019118020246
- St. John Singers Spirituals - Gospels Chorus.(1998). Black and White Together. Featuring Harold Bradley and Joy Garrison. (ISMA Music Group - Edizioni Musicali).
- Harold Bradley & Sat&B Gospel Choir. Khumba ya my Lord - Together for Darfur'. Vietato Chiudere Gli Occhi / Don't Close Your Eyes. (Edizione Eleniana).
- Jona's Blues Band (2010) Back to Life Sifare. Special Guest: Harold Bradley (Edizioni Musicali / Believe Digital).
- Live al Cafè Latino (2012), Terre Sommerse

## Conduzioni televisive
- Close-Up - WCIA - Channel 3 (CBS) 1969-1975
- Soul Side WCIA - Channel 3 (CBS) 1970-1975
- People Beat - WICD - Channel 15 (NBC) 1975-1980